# شهدطوطیک سولا
شهدطوطیک سولا (نام علمی: Saudareos flavoviridis) گونه‌ای طوطی از خانواده طوطیان سبز و بومی جزایر سولا در اندونزی است. در جنگل‌ها و ارتفاعات تا ۲۴۰۰ متر یافت می‌شود. به‌طور کلی رایج است.